# Стегна (Родос)
Стегна (грец. Στεγνά)  — селище в Греції, розташоване на східному узбережжі острова Родос. Знаходиться за 31 км на південь від міста Родос (грец. Ρόδος), за 21 км на північ від міста Ліндос (грец. Λίνδος) і приблизно за 3.5 км від селища Архангелос (грец. Αρχάγγελος) на тупиковій дорозі, яка закінчується на березі моря. Чисельність населення за переписом 2011 року 57 осіб, хоча у 2001 було 231. З 2011 року належить до муніципалітету Родос.
Раніше рибацьке селище, а зараз невеличкий курорт, в якому готелі, ресторани і таверни належать, головним чином, місцевим мешканцям, жоден великий готельний комплекс не домінує. Архангелос і Стегна були відомі з давньогрецьких часів своїми гончарями, апельсиновими та оливковими гаями. Туризм почав розвиватися з 1980-х років. Курорт пропонує своїм відвідувачам всі основні послуги — гарне житло, крамниця з різноманітними товарами, приємні таверни та прокат автомобілів. Але не сподівайтеся, що у Стегні на вас чекає нічне життя.
Головний пляж Стегни піщаний, довжиною 700 метрів із часткою гальки, розташований серед гірського ландшафту. Вода кристально чиста. Лежаки та барвисті парасольки можна взяти напрокат. Паркування на вулицях поза пляжем. Є можливість взяти напрокат човни та водні велосипеди або замовити екскурсії.
Селище має автобусне сполучення із містами Родос і Ліндос. До міжнародного аеропорту Диагорас (RHO, грец. Διαγόρας) можна доїхати за 30 хвилин.
Туристичні пам'ятки поруч: Руїни замку Святого Георгія, печера Кумеллос, церква Архистратига Михаїла. В північному напрямку (7 км автошляхом) є прекрасний пляж Цамбіка із золотистим дрібним піском. На вершині прилеглої скелі розташований монастир Цамбіка, знаний як «монастир у хмарах». Чудовий природний парк Сім джерел знаходиться у внутрішній частині острова за 11 км по автошляху від Стегни.

## Галерея

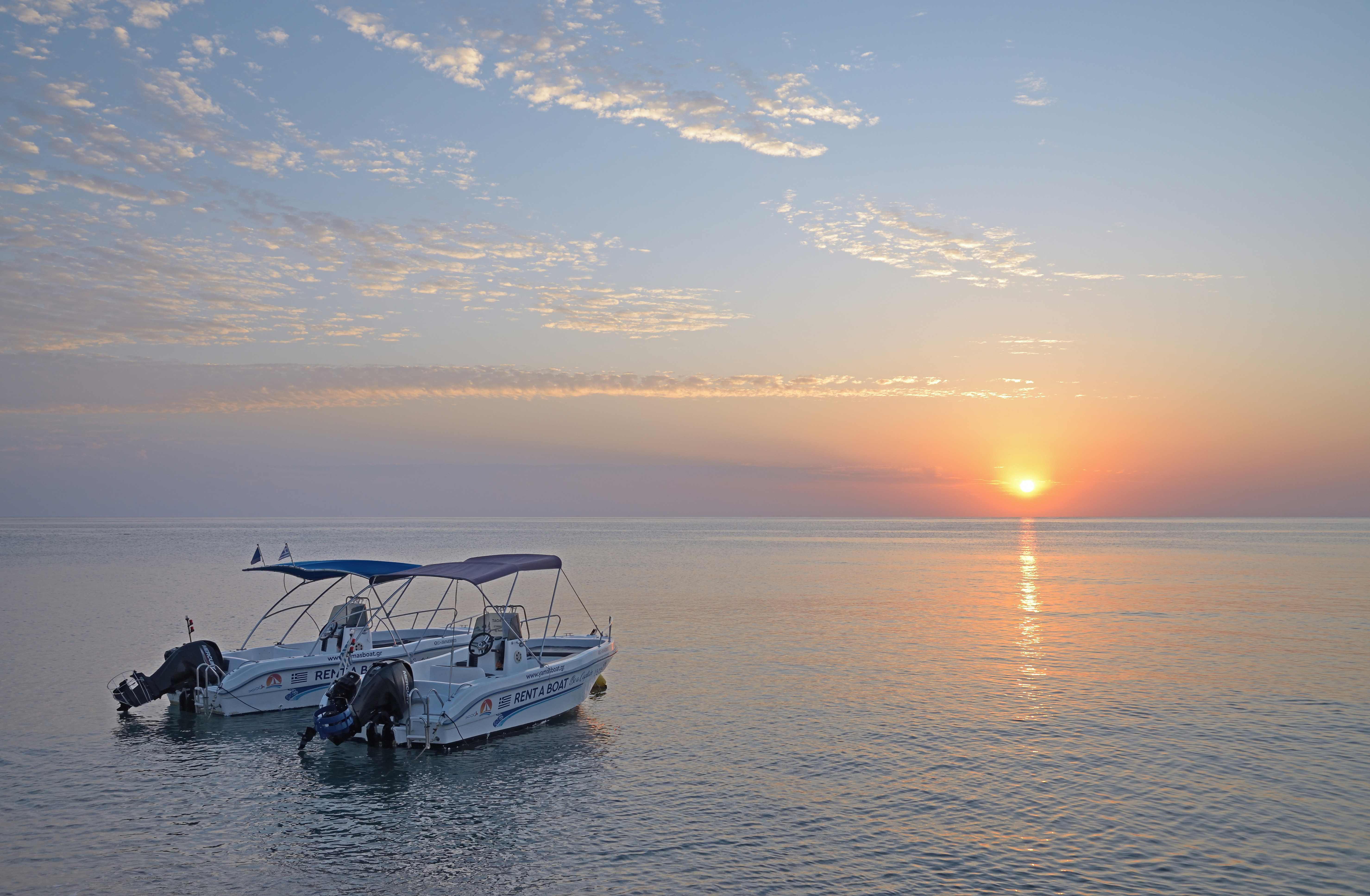
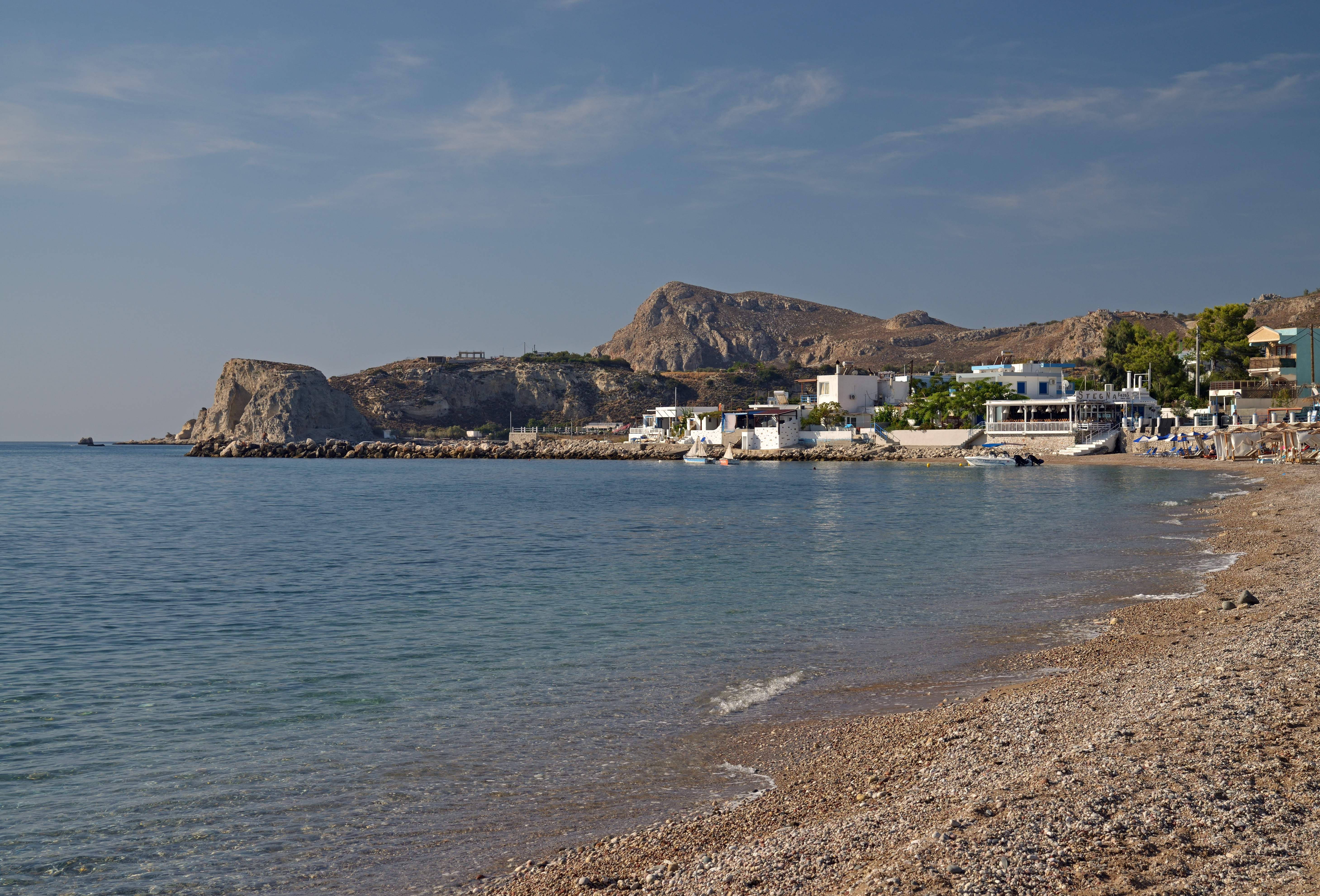
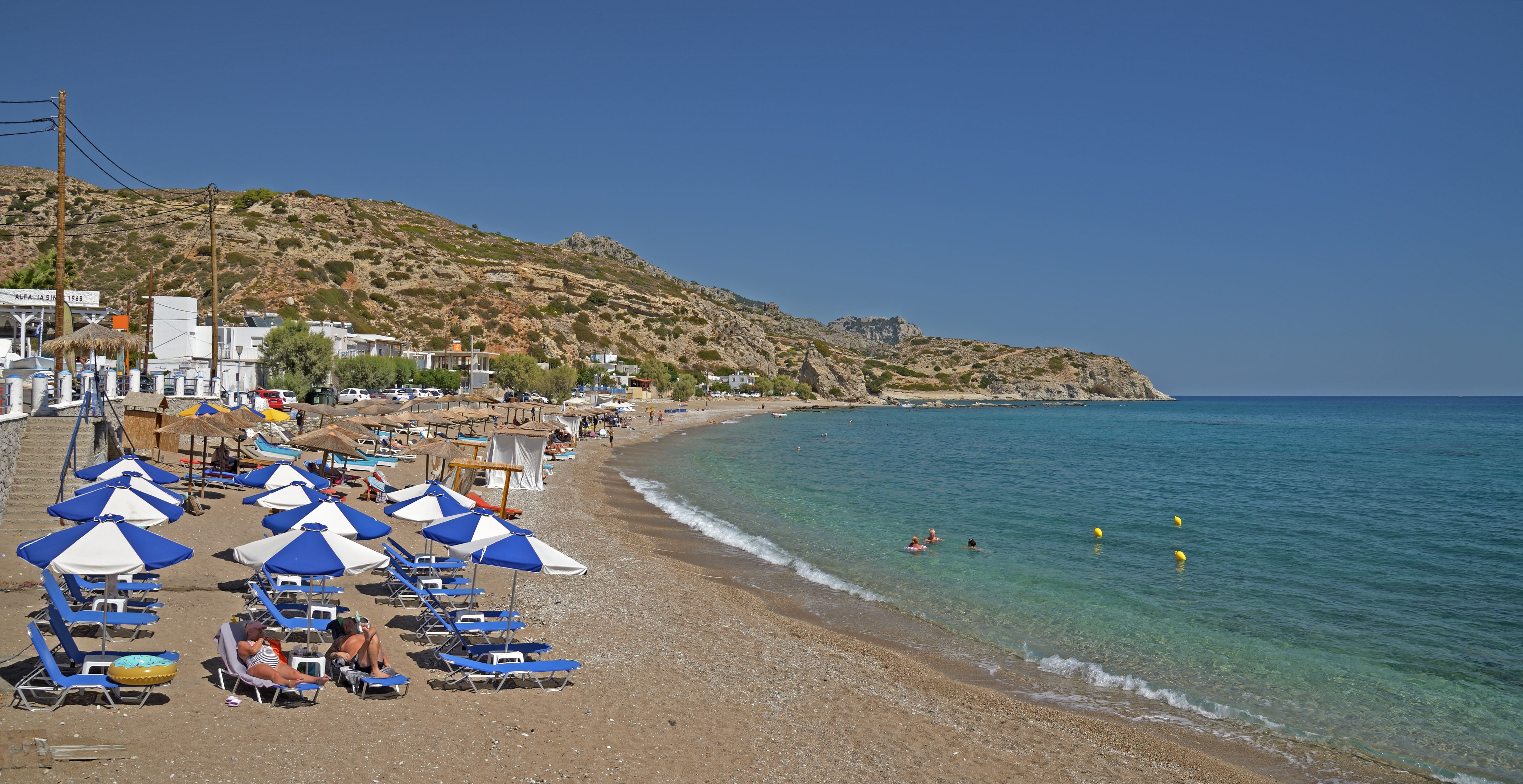
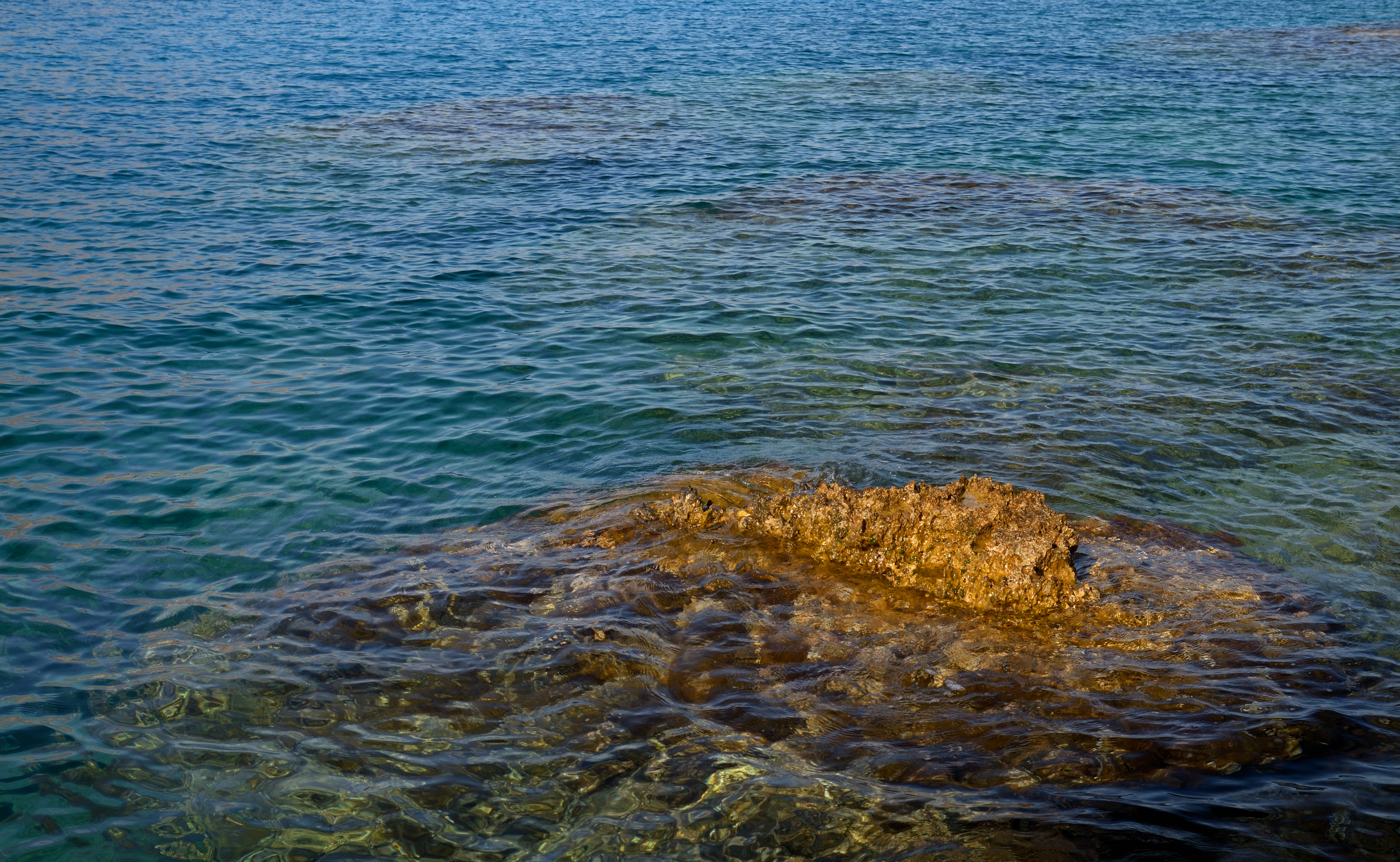
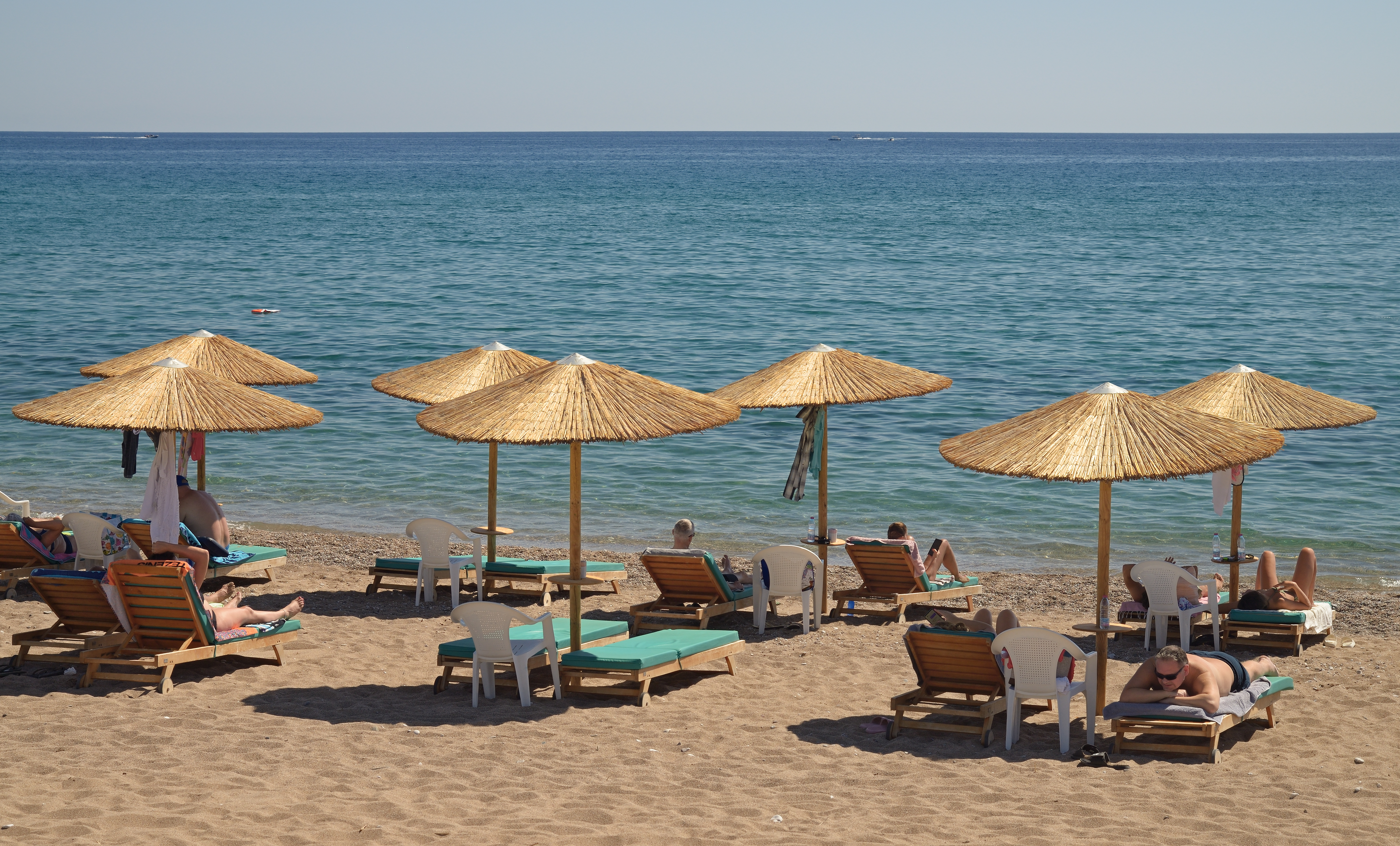
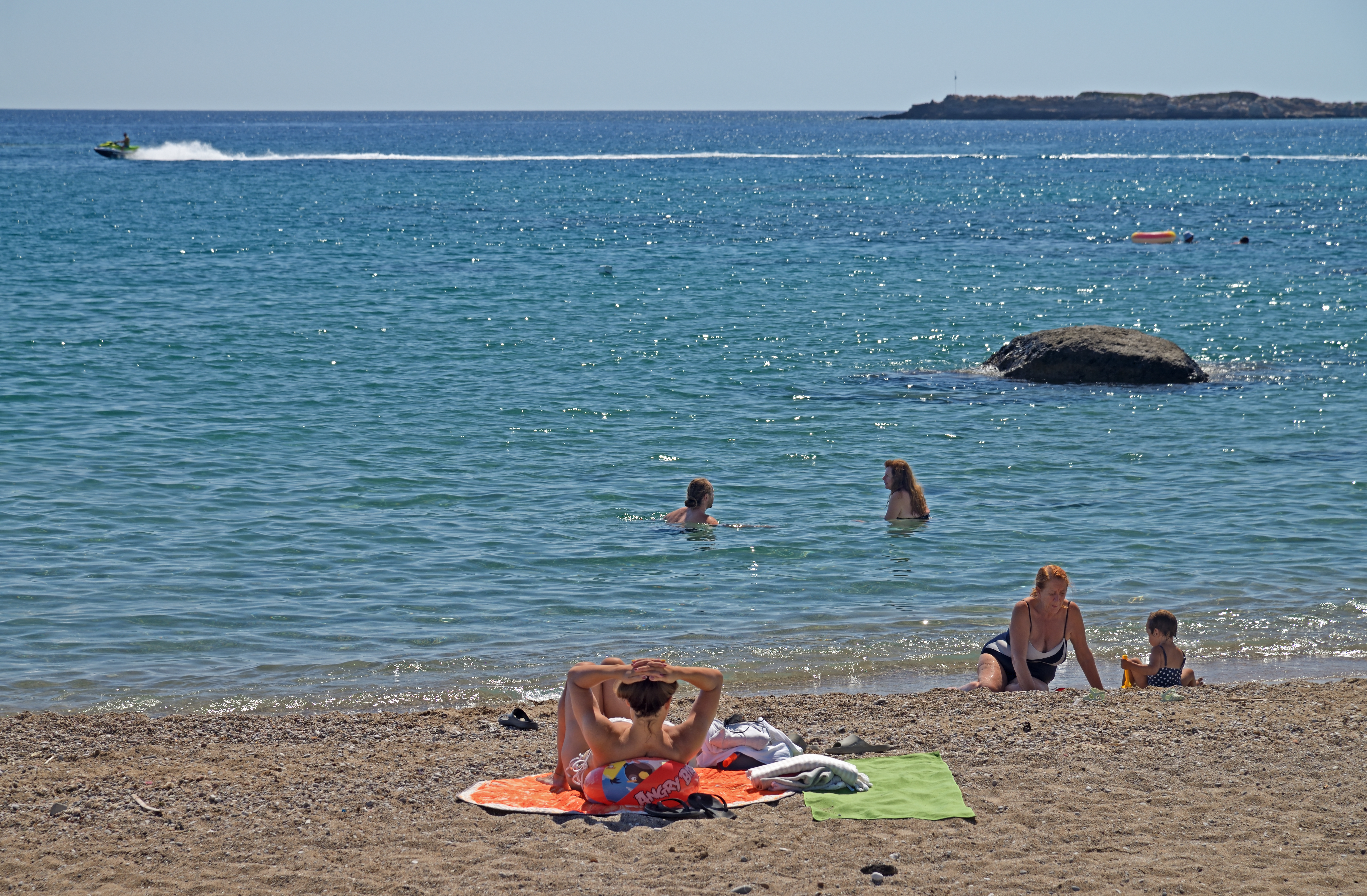
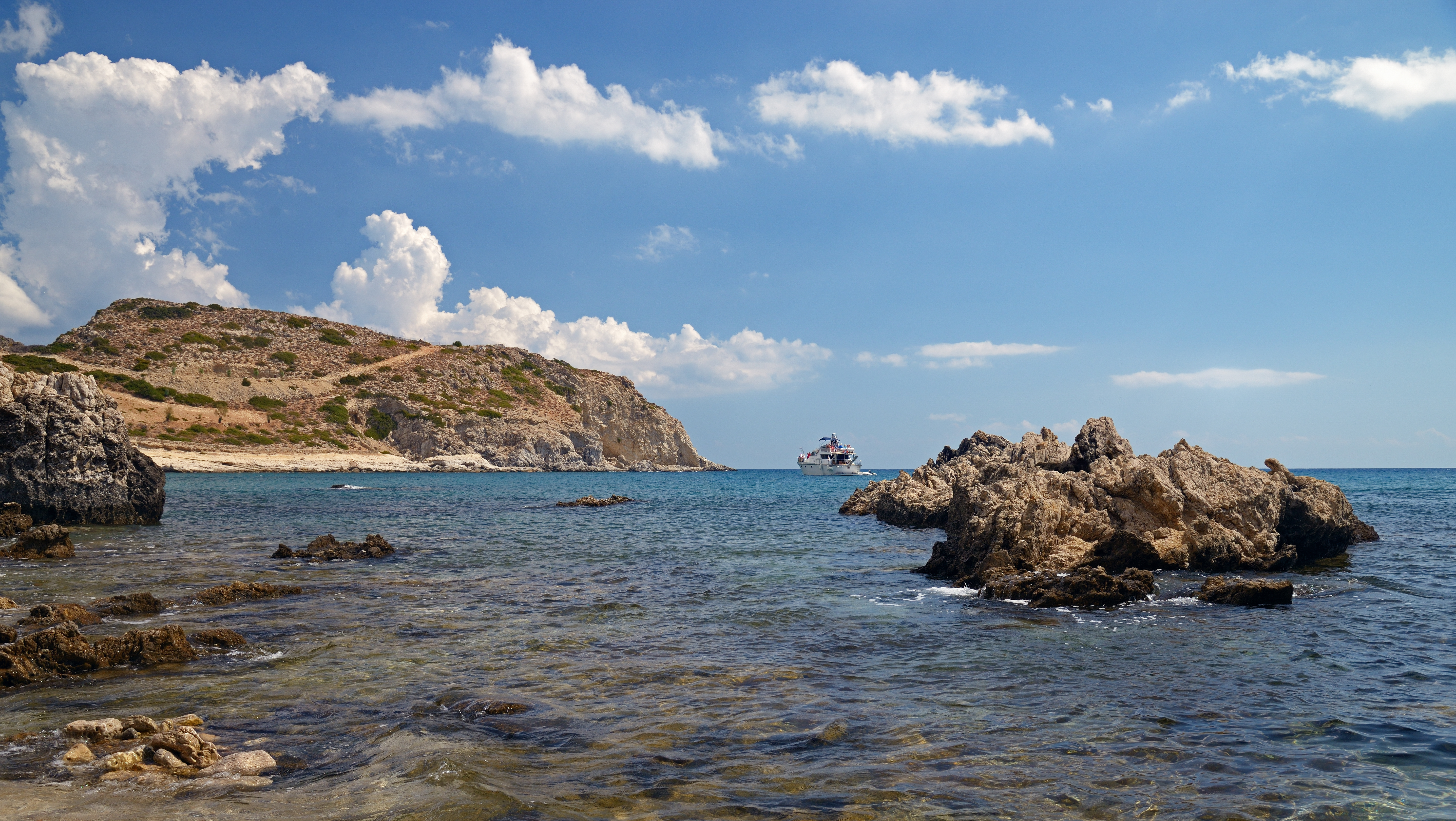